# Андреа Пежич
Андреа Пежич (на английски: Andreja Pejić) е австралийска манекенка и актриса. Допреди 2013 г. е прочута като андрогинен модел, а по-късно се разкрива като транссексуална жена.

## Биография
Родена е като биологичен мъж на 28 август 1991 г. в Босна и Херцеговина.
Войната в Босна и Херцеговина принуждава Пежич да емигрира заедно със своите майка, баба и брат в Сърбия. През 1999 г. майка им мести семейството в Австралия поради страховете им заради Въздушни удари на НАТО срещу Югославия.

## Кариера
Стартира кариерата си около 2009 г., когато един скаут я забелязва в Макдоналдс, където Пежич работи по това време. Скоро след това подписва договор. През следващите няколко години се изявява като модел за модните ревюта на Джон Галиано, Жан-Пол Готие, Джереми Скот, Том Браун и Марк Джейкъбс. Снима се едновременно в мъжките и женските фотосесии.
През 2015 г. Пежич става първата транссексуална манекенка снимана за корицата на „Воуг“. Тя е и първата транс жена с договор към козметична линия.
През 2018 г. прави актьорския си дебют в трилъра „Момичето в паяжината“, където играе София, половинката на героинята на Клер Фой.

## Личен живот
В края на 2013 г. Пежич се разкрива като трансджендър жена и си прави операция за смяна на пола.